# Hydraena taxila
Hydraena taxila är en skalbaggsart som beskrevs av Emile Janssens 1962. Hydraena taxila ingår i släktet Hydraena och familjen vattenbrynsbaggar. Inga underarter finns listade i Catalogue of Life.